# Olavo Brasil Filho
Olavo Brasil Filho (Boa Vista, 5 de setembro de 1949 – Bonfim, 29 de janeiro de 1994) foi um administrador público e político brasileiro. Foi o primeiro prefeito do município de Bonfim, em Roraima, onde teve papel decisivo na organização administrativa local e no desenvolvimento da região. Foi eleito prefeito entre 1989 e 1992. Recebeu várias homenagens em vida e postumamente, incluindo denominações de ruas, pontes e espaços institucionais.

## Biografia

#### Juventude e formação
Olavo Brasil Filho nasceu em 5 de setembro de 1949, em Boa Vista, capital do então Território Federal de Roraima. Era filho de Olavo Brasil e Alcinda Cabral Macedo Brasil.
Iniciou seus estudos na Escola Osvaldo Cruz, em Boa Vista, e cursou o ensino ginasial no Colégio Santo Antônio, em São João del-Rei (MG), concluindo posteriormente no Ginásio Euclides da Cunha. Fez o ensino médio na Escola Técnica Federal do Pará, em Belém, onde também se formou em Administração de Empresas pela Faculdade Integrada Colégio Moderno, em 1979. Em 1980, concluiu pós-graduação em Administração Pública na Fundação Getúlio Vargas (FGV), no Rio de Janeiro.

#### Carreira pública
Olavo iniciou sua trajetória pública na Secretaria de Planejamento do Território Federal de Roraima, atuando como articulador junto aos municípios entre 1981 e 1985. Posteriormente, foi assessor de gabinete do governador.
Com a criação dos municípios após a Constituição Federal de 1988, foi nomeado o primeiro prefeito de Bonfim, encarregado de estruturar a administração local. Foi eleito prefeito nas eleições de 1988 e governou entre 1989 e 1992. Sua gestão destacou-se por avanços na infraestrutura urbana e rural, melhorias na educação e saúde, e pelo incentivo à agricultura familiar. Também valorizou a cultura local e manteve diálogo aberto com comunidades indígenas.

#### Vida pessoal
Casou-se com Maria Izone de Andrade, com quem teve três filhos: Olavo Brasil Neto, Davi Andrade Brasil e Esther Andrade Brasil. Teve também três netos.
Era apaixonado por cavalos e pela vida rural, sendo um dos fundadores do Jockey Club de Boa Vista. Conhecido por cultivar amizades duradouras, manteve vida social ativa.

#### Morte
Faleceu em 29 de janeiro de 1994, vítima de acidente automobilístico na BR-401, enquanto se deslocava do município de Bonfim.

## Homenagens
- Rua Olavo Brasil Filho, bairro Jockey Clube, Boa Vista – instituída pela Lei Municipal nº 360/1995[1]
- Ponte Olavo Brasil Filho, sobre o Rio Tacutu, entre Bonfim (RR) e Lethem (Guiana) – instituída pela Lei Federal nº 11.918, de 9 de abril de 2009[2]
- Avenida de acesso ao Parque de Exposições Olavo Brasil Filho, município de Bonfim – instituída pela Lei Municipal nº 382/2022[3]
- Escola Municipal Olavo Brasil Filho, bairro Jockey Clube, Boa Vista (RR) – uso institucional, sem lei específica localizada até o momento.[4]
- Rua Olavo Brasil Filho, município de Cantá (RR) – uso institucional, sem lei municipal localizada até o momento.
- Parque de Exposições Olavo Brasil Filho, Bonfim (RR) – referência de uso popular e institucional, sem legislação específica localizada.
- Medalha de Honra do Exército Brasileiro, recebida em vida.[5]
- Homenagem póstuma da Câmara Municipal de Amajari, em sessão solene.[6]

### Legado
Olavo Brasil Filho é reconhecido como uma das principais figuras na fundação administrativa de Bonfim. Seu perfil técnico, conciliador e ético marcou profundamente o cenário político da transição de Roraima de território para estado. Seu nome permanece presente em obras, instituições e na memória da população.